# Tantryzm buddyjski
Tantryzm buddyjski – system praktyk w buddyzmie umożliwiający bezpośrednie doświadczanie natury rzeczywistości, na temat której "wnioskuje się" (według tzw. prawomocnego poznawania, sanskryt. pramana, ang. logic/valid cognition) w teoriach buddyzmu takich jak madhjamaka i jogaczara.

## Etymologia
Tantra (dewanagari तन्त्र) dosłownie znaczy „narzędzie służące do rozciągania (świadomości)“, od sanskryckiego rdzenia tan- „ciągnąć“ z przyrostkiem -tra (por.: mantra, jantra): tanyate, vistaryate dźnianam, anena iti tantram (rozciąga, rozszerza poznanie, dlatego nazywana jest tantrą).

## Buddyzm

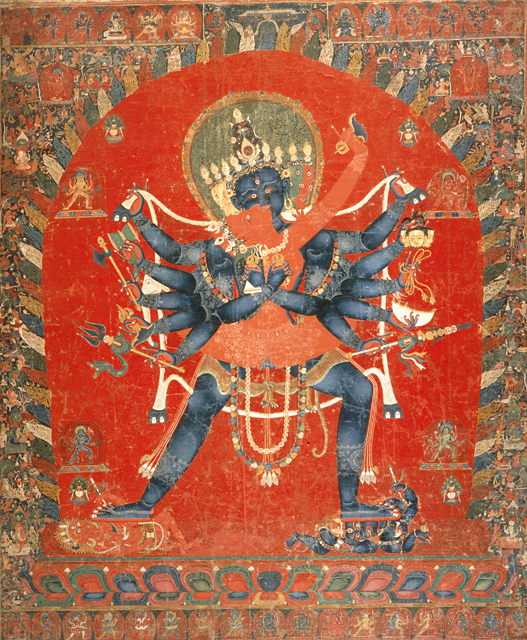
Jidam Czakrasamwary i Wadżrawarahi praktykowany według tantr przekazywanych w buddyzmie tybetańskim

Dziamgon Kongtrul Lodro Thaje w Skarbnicy Wiedzy Encyklopedycznej Buddyzmu (wylie. shes bya kun la khyab pa’i mdzod) podaje znaczenie słowa tantra:
Etymologicznie, słowo tantra wywodzi się od słowa wątek tkaniny, nici która biegnie nieprzerwanie tworząc utkaną całość materiału. Po tybetańsku słowo oznacza „kontynuację“. Oba te terminy odnoszą się zgodnie z perspektywą (według wadżrajany) jakoby obecność była w swojej esencji zawsze pierwotna, nigdy nie stworzona, niezniszczalna, poza wszelkimi odniesieniami istnienia bądź nie istnienia czy dualizmu subiekt - obiekt. Kruche i niepełne doświadczenia dualizmu i konceptualizmu można z kolei porównać do łaty naszytej na materiał - ma ograniczoną powierzchnię i z biegiem czasu może się oderwać. W szczególności, słowo „kontynuacja“ odnosi się do zrealizowania najsubtelniejszego stanu obecności zwanego Przejrzyste Światło poprzez tantry Jogi Najwyższej nawet już za życia praktykującego, stanu którego kontynuacja zawsze trwała od poprzednich odrodzeń reinkarnacji i nie będzie przerwana aż do „Doskonałego Oświecenia“ poza Sansarą.
Adepci tantry nie wykluczają żadnego przejawu życia i świata, uznając, że wszystko może być umiejętnie użyte na drodze oświecenia. Stosują w tym celu różnego rodzaju praktyki, zawierające elementy jogi, medytacji, takie jak tummo i tsalung, przekazywane często jedynie ustnie w nieprzerwanej linii od nauczyciela do ucznia. W szczególności w praktyce tantr Jogi Najwyższej buddyzmu tybetańskiego umysłu i ciała nie traktuje się osobno, lecz pracuje się z nimi, poprzez subtelną sieć kanałów, wiatrów i esencji poruszających się w ciele, by stopniowo „budować“ sobie dostęp do natury umysłu zwanej Przejrzyste Światło. Na Zachodzie tantra przywołuje na myśl przede wszystkim otwarty i szczery stosunek do seksu, jako że podejście to różni się znacznie od znanego nam stereotypu duchowości - ascezy.
Według szkół buddyzmu tybetańskiego sakja, kagyu i gelug wyróżnia się cztery klasy tantr: (1) tantry Kryja, (2) tantry Czarja, (3) tantry Jogi, (4) tantry Jogi Najwyższej. W Japonii również istnieją nauki tantryczne linii przekazu shingon. Są to dogłębne nauki również mówiące o naturze umysłu, które można porównać do tantr klas Kryja, Czarja, Jogi. We wszystkich klasach tych tantr kultywuje się w praktyce cztery rodzaje czystości: (1) czyste formy, tzn. jidamy, (2) czyste miejsce, tzn. mandala, tzw. pałac jidama z otoczeniem, (3) czyste widzenie, tzn. jedność „pustości“ i błogości, (4) czystą aktywność - nieograniczoną, dla pożytku wszystkich istot. W szkole ningma natomiast w miejsce klasy tantr Jogi Najwyższej przyjmuje się trzy klasy tantr, zwane tantrami wewnętrznymi: Maha Joga, Anu Joga i Ati Joga - inaczej zwana dzogczen. Przy czym należy zaznaczyć, że dzogczen posiada również swoje unikalne tantry, np. kolekcję tantr zwaną „Siedemnastoma Tantrami“, spopularyzowaną w Tybecie przez mahasiddhę Wimalamitra (wylie. Dri-med Bshes-gnyen; 8 w.n.e), która ma odmienną terminologię w porównaniu z innymi tantrami buddyzmu tybetańskiego. Więcej czytaj w artykule dzogczen.
Praktyka tantr wymaga ponadto przestrzegania buddyjskich ślubowań (sanskryt: samaya) bodhisattwy i nakazów tzw. „indywidualnego wyzwolenia“ (tj. wyrzeczenia się zbędnych i przeszkadzających czynów związanych ze splamieniami umysłu i z przyczynami cierpienia dukkha, np. poprzez przestrzeganie pięciu podstawowych nakazów osób świeckich Vinai, powstrzymanie się od dziesięciu niewłaściwych czynów i nie uleganie tzw. ośmiu światowym (doczesnym) troskom (o materialny dobrobyt lub jego brak, uznany społeczny status bądź pogardę, o wyrazy społecznego uznania bądź nagany, posiadanie przyjemności zmysłów bądź ich nieposiadanie). W praktyce tantr bardziej zaawansowanych, tj. tantr jogi i tantr jogi najwyższej, dochodzą jeszcze ślubowania i nakazy tantryczne. Wszystkie te ślubowania odnoszą się do kodeksów postępowania tzw. „trzech pojazdów“ buddyzmu tybetańskiego, tj. hinajany, mahajany i wadżrajany. W celu rozwinięcia postaw indywidualnego wyzwolenia, bodhisattwy i tantrycznych związanych z owymi ślubowaniami zwykle przed praktyką tantr otrzymuje się od mistrza/mistrzyni tantr praktyki wstępne nyndro bądź praktykę lamrim, np. tak jak jest to opisane w artykule o praktykach mahamudry.